# 松井佐祐里
松井 佐祐里（まつい さゆり、1992年3月6日 - ）は、ホリプロ所属のフリーアナウンサー。元NHK契約キャスター及び元文化放送アナウンサー。

## 来歴・人物
兵庫県神戸市出身（出生地は大阪府）。甲南女子大学文学部卒業。大学時代には、関西アナウンススクールに通っていた。サンテレビのアシスタントユニット「サンテレビガールズ」に選ばれた経歴を持つ。
2014年4月、NHK津放送局に契約キャスターとして入局した。同期に河合莉菜（2018年から石川テレビアナウンサー）がいる。『ほっとイブニングみえ』を担当した。
2017年3月に津放送局を退局し、同年4月仙台放送局に移籍した。契約キャスターとして『てれまさむね』で中継リポーターを1年間、キャスター（隔週）を2年間担当した。2020年3月27日をもって仙台放送局を退局した。
2020年4月1日、文化放送に入社した。
2022年12月31日、アシスタントとして出演する『ますだおかだ岡田圭右とアンタッチャブル柴田英嗣のおかしば』の生放送内で結婚を発表した。
2023年3月末をもって文化放送を退社した。退社後はホリプロ所属のフリーアナウンサーとなり、文化放送の番組については一部の番組で出演を継続する。
趣味は音楽鑑賞、ライブ、バイオリン（3歳から習っていた）、神社巡り（巫女のアルバイト経験あり）、美術館巡り、ゲーム（主にオープンワールドのRPG）。

## 出演番組

### 現在

#### 文化放送
- L is B presents　現場DX研究所（2022年3月28日 - ）

### 過去

#### NHK津放送局
- ほっとイブニングみえ - キャスター（2014年度 - 2016年度）

#### NHK仙台放送局
- てれまさむね
  - 中継リポーター（2017年4月3日 - 2018年3月30日）
  - キャスター（2018年4月2日 - 2020年3月27日）

#### 文化放送
- くにまるジャパン 極（2020年10月2日 - 2021年8月27日） - 金曜日「五つの極 くにまるジャパン探訪」[10]
- 近藤真彦 くるくるマッチ箱（2020年9月 - 2020年11月10日）- アシスタント
  - 松井佐祐里 “new normal”の小部屋（2020年11月24日 - 2021年9月21日） - パーソナリティ[注 1]
- ぴよっとサタデー（2021年4月3日 - 6月26日）- パーソナリティ
- 斉藤一美 ニュースワイドSAKIDORI! （2020年4月21日 - 2022年3月22日） - 火曜日サブ キャスター
- 就職戦士ブンナビ! / ブンナビ&ナースナビpresents 就活イチゴイチエ（2020年度 - ） - パーソナリティ
- SDGs Voice（2021年度ナイターオフ）
- カラフルレンズ（2021年9月29日 - 2022年3月） -　水曜日パーソナリティ
- 峰竜太とみんなの信州（2020年10月4日 - 2023年3月25日）
- ミュージック・ジグソーパズル（2021年10月5日 - 2023年3月31日、文化放送では放送されず地方局へ裏送り） - パーソナリティ
- 鷲崎健のヒマからぼたもち（2022年4月10日 - 2023年3月26日）- アシスタント
- ますだおかだ岡田圭右とアンタッチャブル柴田英嗣のおかしば（2021年10月2日 - 2023年9月30日）- アシスタント